# Ernst Busch
Ernst Busch, nemški feldmaršal, * 6. julij 1885, Essen-Steele, † 17. julij 1945, Aldershot, Anglija.
Busch je služil v nemški vojski od leta 1904 in se najprej boril v prvi svetovni vojni, v kateri je leta 1918 prejel najvišje vojno odlikovanje Pour le Mérite. Služboval je tudi v močno zmanjšani nemški povojni vojski. Nato je s prihodom nacistov na oblast in ponovnim oboroževanjem napredoval vse do poveljnika armade. Kot poveljnik 16. armade je bil v drugi svetovni vojni najdlje časa prisoten na vzhodni fronti v boju proti Sovjetom. Leta 1943 je napredoval do poveljnika armadne skupine center, mesto ki ga je izgubil v naslednjem letu, ko je Rdeča armada uničila njegove armade v najhujšem nemškem porazu cele vojne, v operaciji Bagration. Umrl je leta 1945, medtem ko je bil v vojnem ujetništvu.